# Zdeněk Fedorka - FEDOS

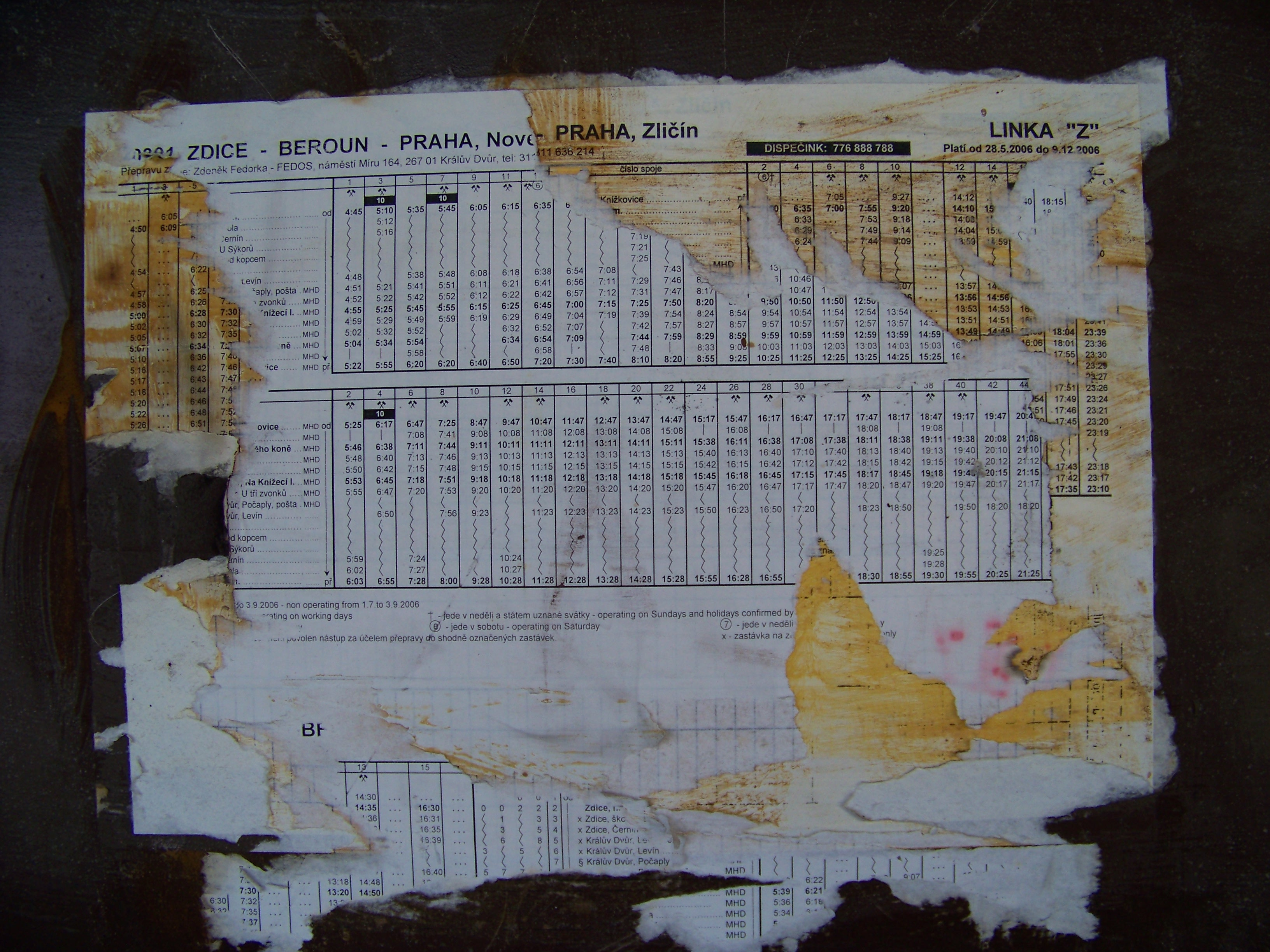
Zbytky jízdních řádů linek P a Z z roku 2006 v Knížkovicích (foto srpen 2010)

Zdeněk Fedorka - FEDOS byl soukromý dopravní podnik a cestovní agentura Zdeňka Fedorky se sídlem v Králově Dvoře u Berouna. Působil ve veřejné autobusové dopravě od roku 1991 až do 14. března 2007, kdy zrušil poslední veřejné linky. Od roku 1991 krátce působil jako první soukromý dopravce v pražské městské hromadné dopravě v postsocialistické době. V letech 1993–2000 provozoval MHD měst Beroun, Králův Dvůr a Zdice; v městské a regionální dopravě na Berounsku zavedl raritní označování linek písmeny, které v berounské MHD zachoval i následující dopravce, Probo trans Beroun. V letech 2005–2007 provozoval dálkové linky z Prahy. Kromě linkové dopravy působil i ve smluvní a zájezdové dopravě, opravárenství vozidel a jako cestovní agentura. V letech 2006–2008 inzeroval na svém webu, že disponuje 30 autobusy různých velikostí.

## Historie

### Počátky firmy
Majitel FEDOSu Zdeněk Fedorka byl původně dlouholetým řidičem autobusů České námořní plavby. Zajišťoval přepravu českých námořníků k různým mořím a již v té době se začal zabývat dovážením ojetých autobusů z ciziny.
 Podle jiných zdrojů vozil po zájezdech kapely.
Dopravní firma byla podle informace na firemním webu „otevřena“ 11. května 1992 (ačkoliv na pražské MHD se podílela již od roku 1991). Sídlila v Králově Dvoře na náměstí Míru (č. p. 164), kanceláře pro styk s veřejností měla též v Praze u Knížecí (v Ostrovského ulici) a od 1. ledna 2005 i ve Zdicích na Palackého náměstí.

### Působení v pražské MHD
Zdeněk Fedorka byl v roce 1991 prvním soukromým dopravcem, který začal působit v pražské MHD. Již od roku 1990 jednal s pražským magistrátem i s Dopravním podnikem hl. m. Prahy (ROPID byl založen až v prosinci 1993). V roce 1991 na doporučení náměstka pražského primátora uzavřel Dopravní podnik hl. m. Prahy se Zdeňkem Fedorkou na dobu jednoho roku smlouvu, na jejímž základě se jako subdodavatel podílel na provozu MHD výkonem 3000 vozokilometrů denně. Po uplynutí této smlouvy s ním uzavřel smlouvu odštěpný závod DP-Autobusy, avšak pouze na dobu 3 měsíců a výkon 2000 vozokilometrů denně. FEDOS se však zadlužil a musel žádat o odklad splácení úvěrů, a kvůli tomu Dopravní podnik nechtěl smlouvu prodloužit.
FEDOS provozoval například vůz na lince 255 ze Smíchova do Strnad.).
Od 12. března 1991 FEDOS měl zajišťovat dopravu na dvou linkách od stanice metra Českomoravská do Horních Počernic, a to 11 dvoudveřovými autobusy, jiný zdroj uvádí dopravu od téhož data na pěti linkách a 13 autobusy, další zdroj píše o magistrátním výběrovém řízení na vybrané linky MHD, mezi něž patřily linky 221, 222 a 223. Na těchto linkách v 80. letech zajišťoval dopravu subdodavatelsky ČSAD KNV Praha n. p. ROPID uvádí, že firma FEDOS zajišťovala v roce 1992 pro Dopravní podnik hl. m. Prahy a. s. provoz linek 155, 221, 222 a 223 (155 je zřejmě překlep místo 255).
Fedorka požadoval 11 Kčs za vozokilometr, zatímco Dopravní podnik hl. m. Prahy vykazoval náklady 15 Kčs na vozokilometr. V té době měl FEDOS 17 řidičů a chystal se nabírat další. Proniknutí Fedorky do MHD motivovalo již v březnu 1991 další čtyři soukromníky, kteří se nabídli Dopravnímu podniku.
Odboráři v Dopravním podniku však protestovali: Závodní výbor poslal 7. března 1991 generálnímu řediteli Bodenlosovi dopis s 30 podpisy, v němž konstatuje, že se „pracující závodu 03 Libeň“ téhož dne dozvěděli, že z neoprávněné ředitelovy kompetence mají být v nejbližších dneech autobusové linky 146 a 166 předány „pochybné soukromé firmě vedené panem Fedorkem“, přičemž s hospodářským vedením odborové organizace to nikdo neprojednal (ředitel Bodenlos tvrdil, že to projednáno bylo). Závodní výbor konstatoval, že se nebrání do budoucna konkurenci, ale vadí mu nečestné jednání ředitele vůči zaměstnancům, a závěrem dopisu vyzval ředitele Bodenlose i jeho „poskoka ing. Kubína“, aby zanechali škodlivých vlivů a odstoupili.
Mezitím FEDOS provozoval mimo rámec MHD linku z Horních Počernic do Měšic.
Na konci roku 1990 zahájil FEDOS jednání s místním úřadem v Horních Počernicích a přesvědčil jej srozumitelnou kalkulací nákladů, zatímco Dopravní podnik hl. m. Prahy hrozil nutností dopravu omezovat. Horní Počernice požadovaly od města delimitaci příslušného podílu rozpočtu pro MHD a jeho svěření městské části. Těmto požadavkům město nevyhovělo, avšak jako subdodavatel (takzvaný „smluvní dopravce“ Dopravního poniku hl. m. Prahy převzal FEDOS od 1. srpna 1992 dopravu na čtyřech linkách od konečné stanice metra Českomoravská do Horních Počernic. Licence k provozování linek v té době ještě neexistovaly, ty zavedl až zákon 111/1994 Sb. – v jízdních řádech však bylo uvedeno, že přepravu zajišťuje firma Zdeněk Fedorka – FEDOS.
Vzhledem ke špatnému technickému a personálnímu zabezpečení spoje často vynechávaly a proto FEDOS brzy o zakázku přišel. Špatná zkušenost se soukromou firmou FEDOS vedla k udržení a posílení dominantní pozice Dopravního podniku hl. m. Prahy a k tomu, že DP výrazně uspěl i při zavádění prvních příměstských linek integrované dopravy a z některých tras vytlačil i některé tradiční dopravce, privatizované nástupce podniků ČSAD.

### Linky na Berounsku

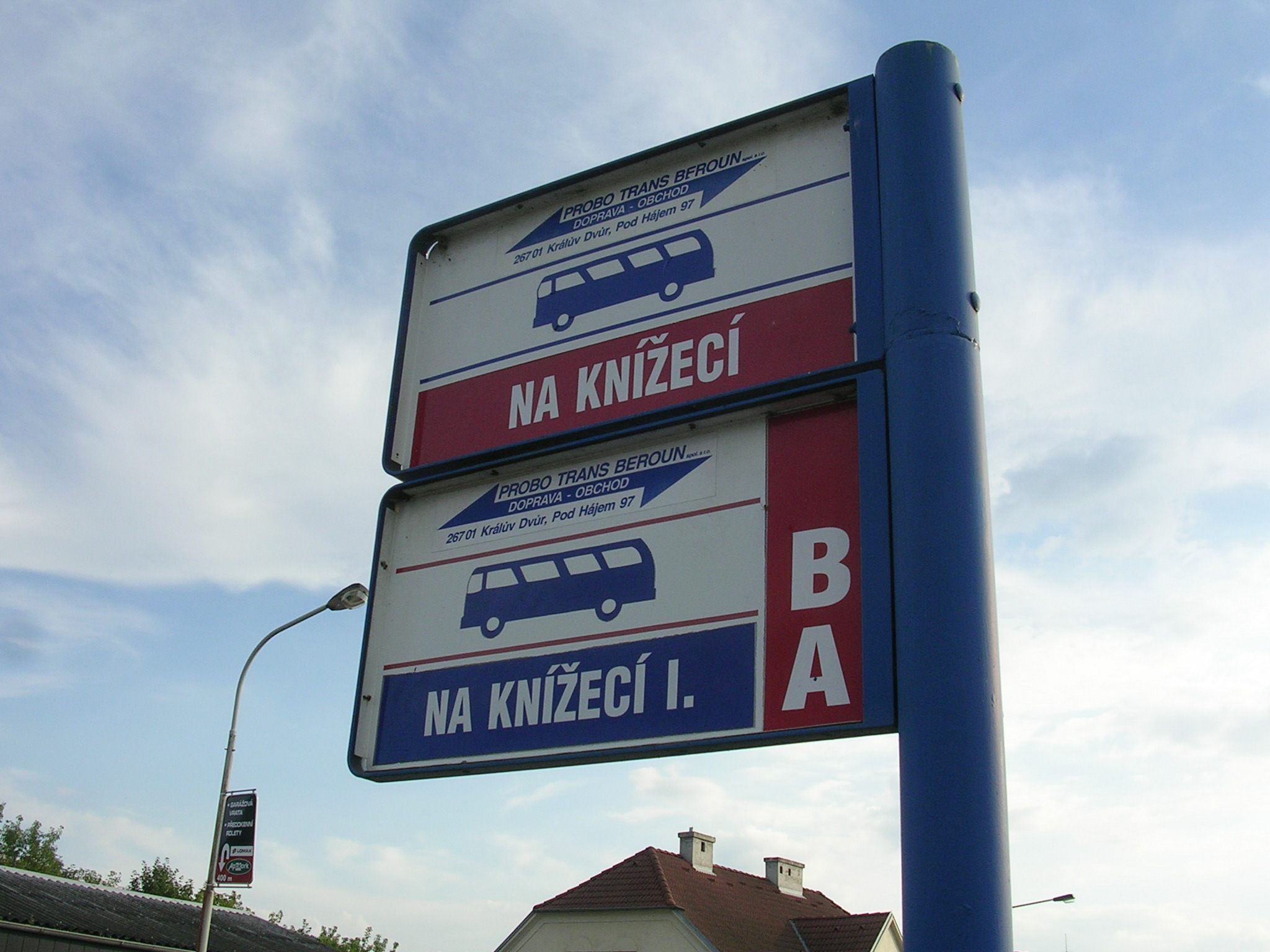
Dnešní dopravce PROBO BUS a. s. stále používá nejen značení linek písmeny, které zavedl FEDOS, ale s přelepeným logem firmy i atypické označníky zastávek, které zavedl FEDOS v době, kdy ještě legislativa ani technické předpisy nebyly připraveny na působení soukromých dopravců (zákon 111/1994 Sb. ještě neexistoval, oborová norma se týkala „zastávek ČSAD“). Označení zastávek neodpovídá vyhlášce č. 30/2001 Sb. ani ČSN 73 6425 z roku 1995 ani ON 73 6425 a ON 73 6426 ze 70. let.

Zhruba od roku 1993 začal provozovat systém městské dopravy, který zahrnoval města Beroun, Králův Dvůr a Zdice. Předtím tuto oblast obsluhoval okresní podnik ČSAD (pozdější PROBO BUS). FEDOS zreogranizoval linkové vedení a organizaci MHD a zavedl označování městských linek písmeny (A, B, C, dále H jako Hostim) a v některých úsecích intervalovou taktovou dopravu s hodinovým až dvouhodinovým intervalem. Do stejného systému značení zahrnul i linky ze Zdic do Prahy (P, Z). Jízdní doklady MHD platily v obvodu MHD i na regionálních linkách FEDOSu. Berounská městská doprava (linka B) začala obsluhovat i obce Hýskov, Nižbor a na nějakou dobu i město Zdice. V městské dopravě platily jízdenky z předprodeje, které se ve vozech označovaly. Od 1. ledna 2001 svěřila města Beroun a Králův Dvůr provozování městské dopravy na základě výběrového řízení dopravci PROBO TRANS BEROUN s. r. o., FEDOS k témuž datu jejich provozování opustil. I nový dopravce (dnes PROBO BUS a. s.) však dodnes zachoval atypické provedení označníků zastávek i označování linek písmeny (které má obdobu už jen u litoměřických autobusů, jihlavských trolejbusů a pražského metra).
Rovněž asi od poloviny 90. let po dobu asi 15 let provozoval FEDOS frekventované linky P a Z z Prahy do Zdic (linka P končila v Praze na Knížecí a následně na Radlické; linka Z končila ve stanici Zličín a obsluhovala i obce Vráž, Loděnice, Rudná, Chrustenice). Toto značení doplňoval i konkurenční dopravce Probo trans Beroun, který svoji linku ze Zdic do Prahy a zpět (původně z Králova Dvora do Prahy) začal označovat písmenem K (písmeno odkazovalo na kyvadlovou dopravu a familiérně se jí tak říkalo "kejvačka"; původně končila v Praze na Radlické a dnes končí ve stanici Nové Butovice; od prosince 2006 byla začleněna do SID jako linka C19). Od roku 2001 byla na linkách P a Z zakázána místní frekvence v obvodu MHD Beroun a Králův Dvůr. Přestože již v červnu 2001 a v červnu 2002 pronikla na trasu z Prahy do Berouna Pražská integrovaná doprava, FEDOS se do ní již nezapojil a po několik let jí částečně konkuroval. Provoz regionálních linek ukončil v době, kdy Berounsko pokryla Středočeská integrovaná doprava, do níž rovněž FEDOS nebyl zapojen.

### Dálkové linky
Ve středočeském jízdním řádu pro období 1992–1993 se objevila řada prvních soukromých linek, které byly číslovány ve zvláštní číselné řadě. Mezi nimi byla i linka firmy FEDOS P0016 Jirkov – Chomutov – Louny/Kladno – Praha.
V květnu a červnu 2005 převzal po dopravci Antonínu Řezníčkovi dvě dálkové linky z Prahy na Moravu a jednu z Prahy do jižních Čech a postupně zavedl i několik dalších linek v podobných relacích. Po několika dalších změnách linek a jízdních řádů byl ještě před létem 2006 provoz dálkových linek výrazně zredukován a poslední linky, z nichž na některých byl již plánován jen sezonní letní provoz, byly zrušeny k 15. 3. 2007.

### Kritika a zánik linek
Na diskusních stránkách měst i v diskusích na dopravních webech se objevovalo velké množství stížností na časté vynechávání spojů, nedodržování jízdních řádů z hlediska časů ani trasy, kvality autobusů atd. – město Zdice obdobné důvody uvádělo v odpovědích na svém webu jako důvod výpovědi.
Od druhé poloviny roku 2006 byl rovněž silně redukován provoz na tradičních linkách z Prahy do Zdic, posledních linek regionální dopravy zanechal dopravce 10. prosince 2006 poté, co mu město Zdice vypovědělo smlouvu.
15. ledna 2007 rada města Králův Dvůr vyjádřila nesouhlas s udělením licence k provozování linky veřejné dopravy Praha–Zdice–Rokycany–Plzeň–Nýřany–Tachov dopravcem Zdeněk Fedorka – FEDOS.
V březnu 2008 zmizela i webová prezentace firmy a její adresa byla přesměrovaná na web NaPosledniChvili.cz, který provozuje cestovní agentura Net Travel.cz, s. r. o., mezi jejímiž vlastníky pan Fedorka nefiguruje.
V září 2009 uváděla Všeobecná zdravotní pojišťovna Zdeňka Fedorku na seznamu dlužníků s dluhem na zdravotním pojištění přes 300 000 Kč.

## Přehled linek
FEDOS se nejprve v letech 1991–1992 podílel na několika linkách MHD v Praze. Asi od roku 1993 provozoval regionální linky z Prahy do Zdic, městskou autobusovou dopravu v Berouně a Králově Dvoře a několik dalších regionálních linek na Berounsku, v letech 2005–2007 provozoval dálkové linky z Prahy do jižních Čech a na Zlínsko a Znojemsko.
Z dob působení v pražské MHD lze je zhruba k roku 1991 zmiňováno působení na lince 255 (Smíchov – Strnady), ale zřejmě se podílel i na provozu dalších linek. K rokům 1991 a 1992 jsou zmínky o provozování nejprve dvou a pak čtyř linek od konečné stanice metra Českomoravská do oblasti Horních Počernic.
Městské linky systému Beroun – Králův Dvůr
- 215001 linka A
- 215002 linka B
- 215003 linka C
- 215004 linka H

Linky MHD provozoval FEDOS cca od roku 1993. Od 1. ledna 2001 převzal tyto linky PROBO TRANS BEROUN spol. s r. o.
Regionální linky:
- 210301 linka P: Zdice – Beroun – Praha, Nové Butovice, před 12. 12. 2004 jezdila až k Radlické, zrušena 10. 12. 2006
- 210302 linka Z: Zdice – Beroun – Praha, Zličín, zrušena 9. 10. 2006
- 210303 Králův Dvůr – Tetín – Liteň, zrušena 14. 12. 2003
- 210304 Zdice – Cerhovice, zřízena 21. 1. 2004, zrušena 10. 12. 2006, spoje navazovaly na linky P a Z

Linky do jižních Čech:
- 133105 Praha – České Budějovice – Chlum u Třeboně / Lipno nad Vltavou, zřízena 1. 6. 2005, zrušena 15. 3. 2007
- 133106 Praha – České Budějovice – Český Krumlov – Lipno nad Vltavou, 1. 6. 2005 linka převzata po dopravci Antonínu Řezníčkovi (původní číslo 133102), zrušena 11. 12. 2005
- 133108 Praha – České Budějovice – Lipno nad Vltavou – Dolní Vltavice, zřízena 26. 2. 2006, zrušena 15. 3. 2007

Linky na Moravu:
- 182101 Praha – Brno – Zlín, 15. 5. 2005 linka převzata po dopravci Antonínu Řezníčkovi (původní číslo 182100), zrušena 11. 12. 2005
- 182102 Praha – Brno – Zlín – Luhačovice, zřízena 1. 1. 2006, zrušena 26. 2. 2006
- 183104 Praha – Jihlava – Moravské Budějovice – Znojmo, 1. 6. 2005 linka převzata po dopravci Antonínu Řezníčkovi (původní číslo 183103), zrušena 15. 3. 2007
- 183105 Praha – Jihlava – Moravské Budějovice – Bítov / Znojmo, řízena 24. 6. 2005, zrušena 15. 3. 2007

## Vozový park
Při převzetí MHD v Berouně a Králově Dvoře v polovině 90. let nepřevzal FEDOS od původního dopravce žádné autobusy, rovněž ani na přelomu let 2000/2001 nepředal žádné autobusy novému dopravci.
V letech 2006–2008 inzeroval FEDOS na svém webu, že disponuje 30 autobusy různých velikostí, Karosa sedmičkové a devítkové řady, Mercedes, Neoplan, Bova, DAF, MAN, Setra, Volvo. Na městských linkách jezdily především Karosy, na lince H většinou mikrobus.